# Nomadi del canto
Nomadi del canto (Mammy) è un film del 1930 diretto da Michael Curtiz.

## Trama
Gioie e patimenti di una compagnia di menestrelli itineranti conosciuta come i Merry Meadow Minstrels.